# Narancslé

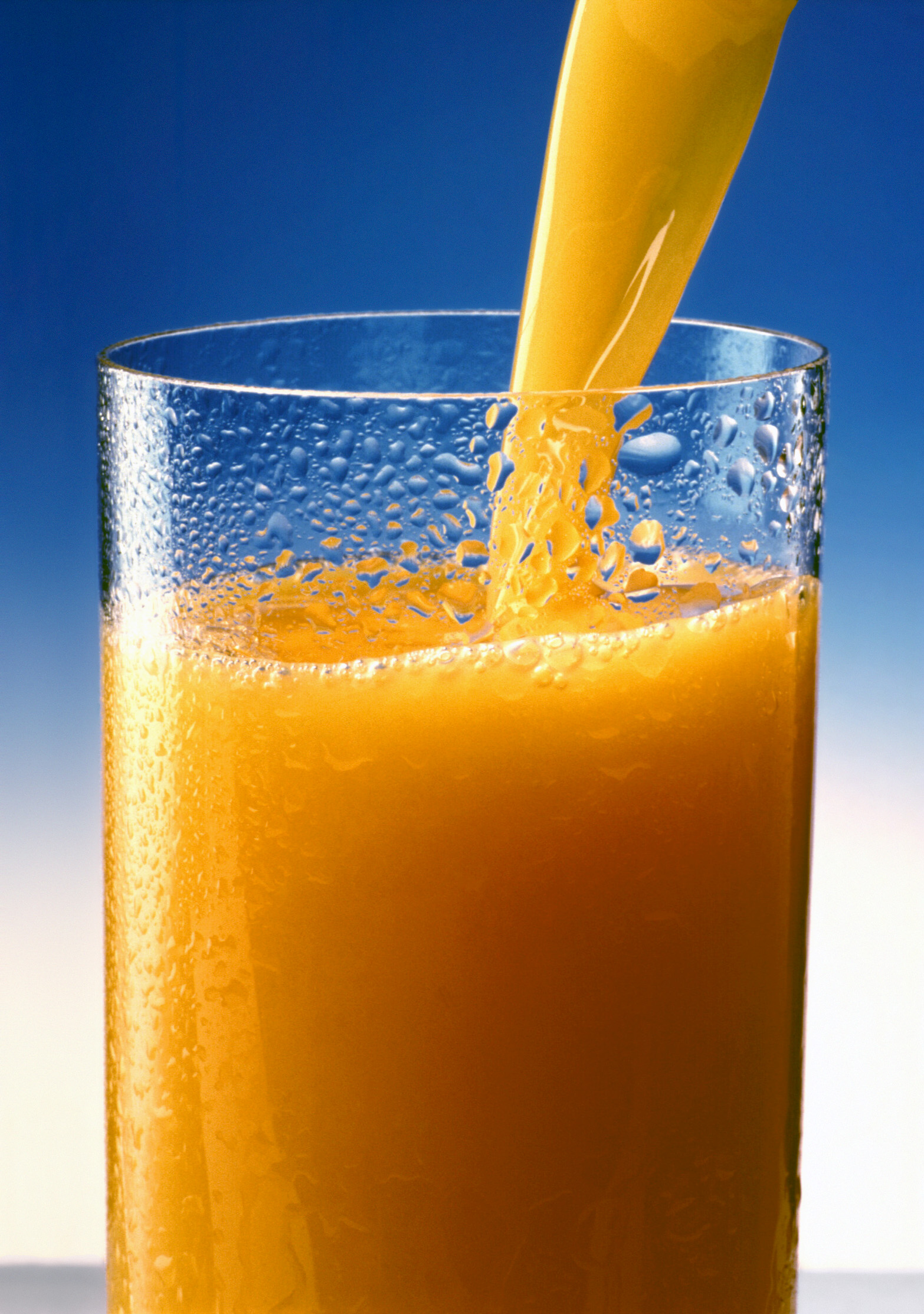
Egy pohár narancslé

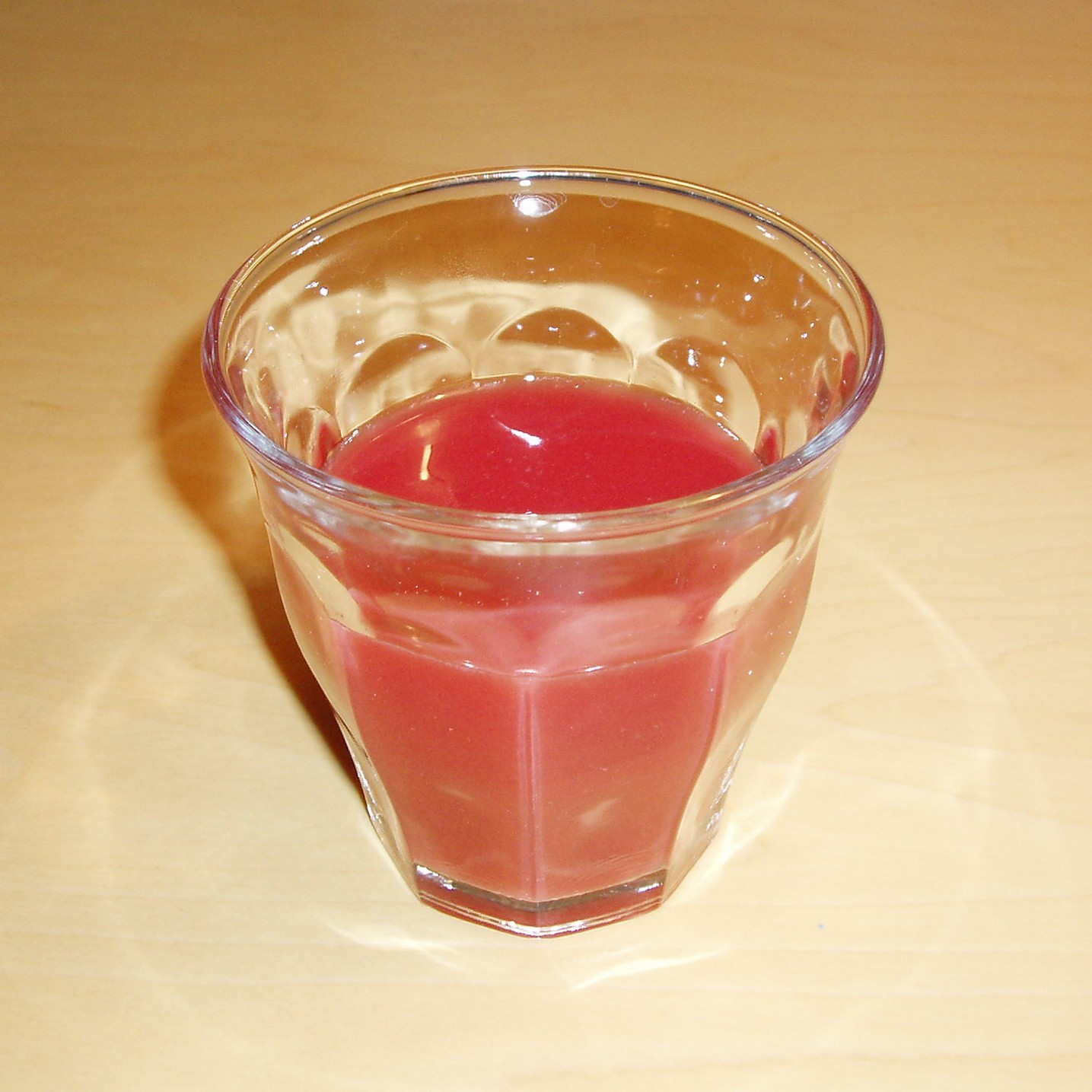
Vérnarancs (sanguinello) leve

A narancslé vagy narancsdzsúsz narancsból (Citrus aurantium) facsarásos technikával készült ital, melyet legnagyobb mennyiségben Argentína és az USA exportál. Nagyipari gyártása során a narancsot rendszerint szárított formában importálják, majd leforrázzák és különböző anyaggal hígítják, vagy bepárlással sűrítményt készítenek belőle. A folyékony állapotban szállított narancslevet a gyártók egymás között közvetlen narancslének is nevezik.
Egy narancsból átlagosan 85 gramm narancslé készíthető. A frissen facsart, jó minőségű narancsból készült narancslé pH-ja megközelítőleg 3,5. Savas kémhatása miatt hosszú időn át történő fogyasztása károsíthatja a fogzománcot. Értékes C- és B9-vitaminforrás, így fogyasztása ajánlott várandós anyák számára.
A facsarást rendszerint facsaróval vagy gyümölcscentrifugával végzik.